# Epitaph für Ottilia von Horkheim

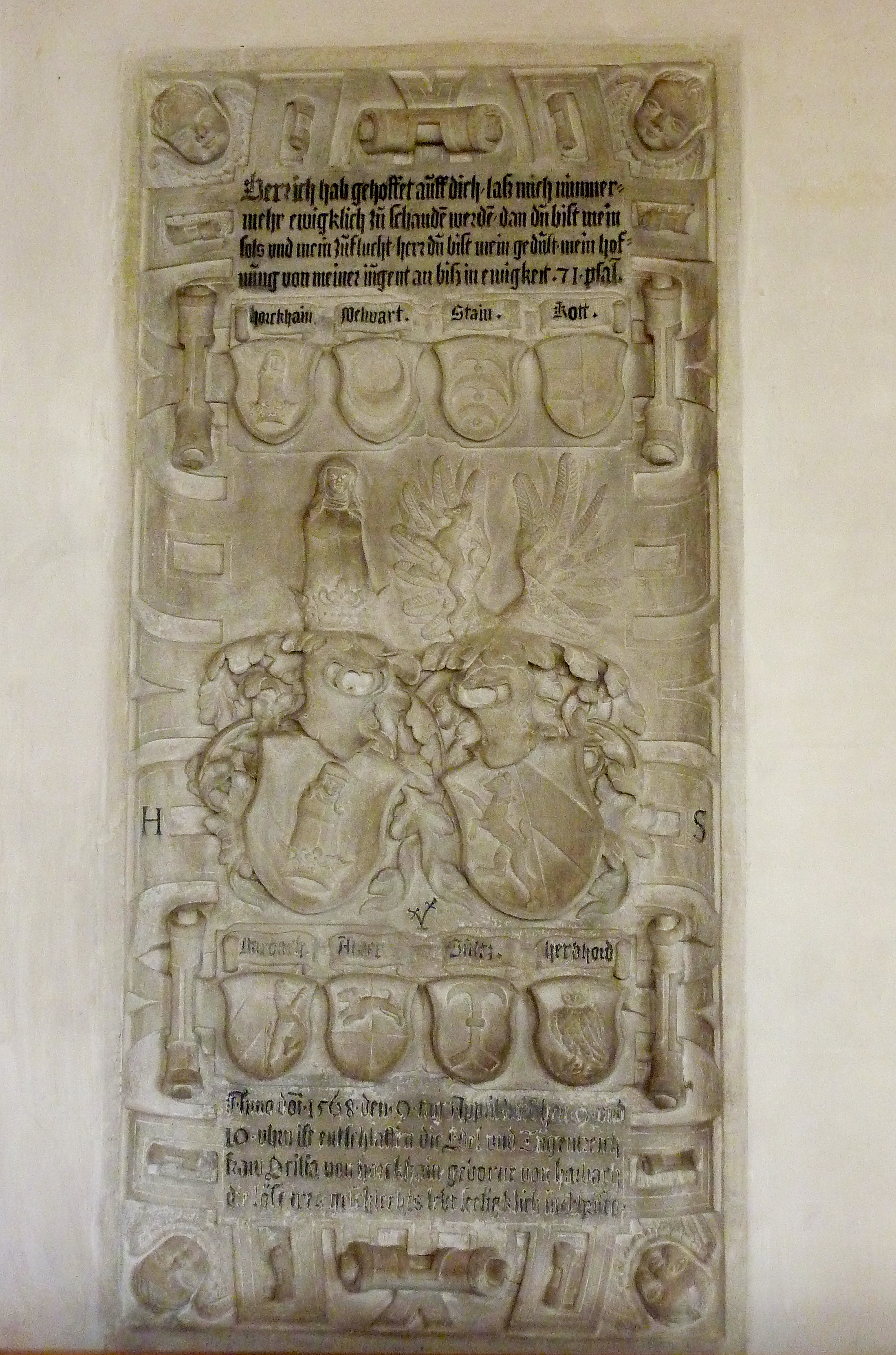
Epitaph für Ottilia von Horkheim

Das Epitaph für Ottilia von Horkheim befindet sich in der Dreifaltigkeitskirche in Haunsheim, einer Gemeinde im Landkreis Dillingen an der Donau im bayerischen Regierungsbezirk Schwaben. Das Epitaph ist ein Teil der als Baudenkmal geschützten Ausstattung der Kirche.

## Beschreibung
Das Epitaph für Ottilia von Horkheim († 9. Mai 1568), geb. von Harbach, besteht aus einer Platte mit reicher plastischer Beschlagverzierung und vier Engelsputtenköpfe in den Ecken. Das obere Schriftfeld enthält den Bibelspruch aus dem 71. Psalm. In der Mitte ist groß das Allianzwappen Horkheim-Harbach zu sehen. Darüber und darunter sind je vier Wappen der Ahnen dargestellt. Das Epitaph aus Kalkstein mit einer Höhe von 1,60 m und einer Breite von 0,74 m trägt unter dem Inschriftentext die Signatur „H * S“ für Hans Schaller, des Bildhauers aus Ulm.